# USS New York (LPD-21)
«Нью-Йорк» (англ. USS New York (LPD-21)) — пятый десантно-вертолетный корабль-док типа «Сан-Антонио», шестой корабль Военно-морских сил США, который назван в честь штата Нью-Йорк. USS New York имеет экипаж из 360 человек и может перевозить до 700 морских пехотинцев. 
Корабль примечателен тем, что часть его отлита из стали обломков Всемирного Торгового Центра разрушенного 11 сентября 2001 года в результате террористической атаки.

## Строительство

### Сталь Всемирного Торгового Центра
7,5 коротких тонн (6,8 т) из стали, использованные в строительстве судна пришли из-под завалов Всемирного Торгового Центра, это составляет менее одной тысячной от общего веса корабля.

## Крещение корабля

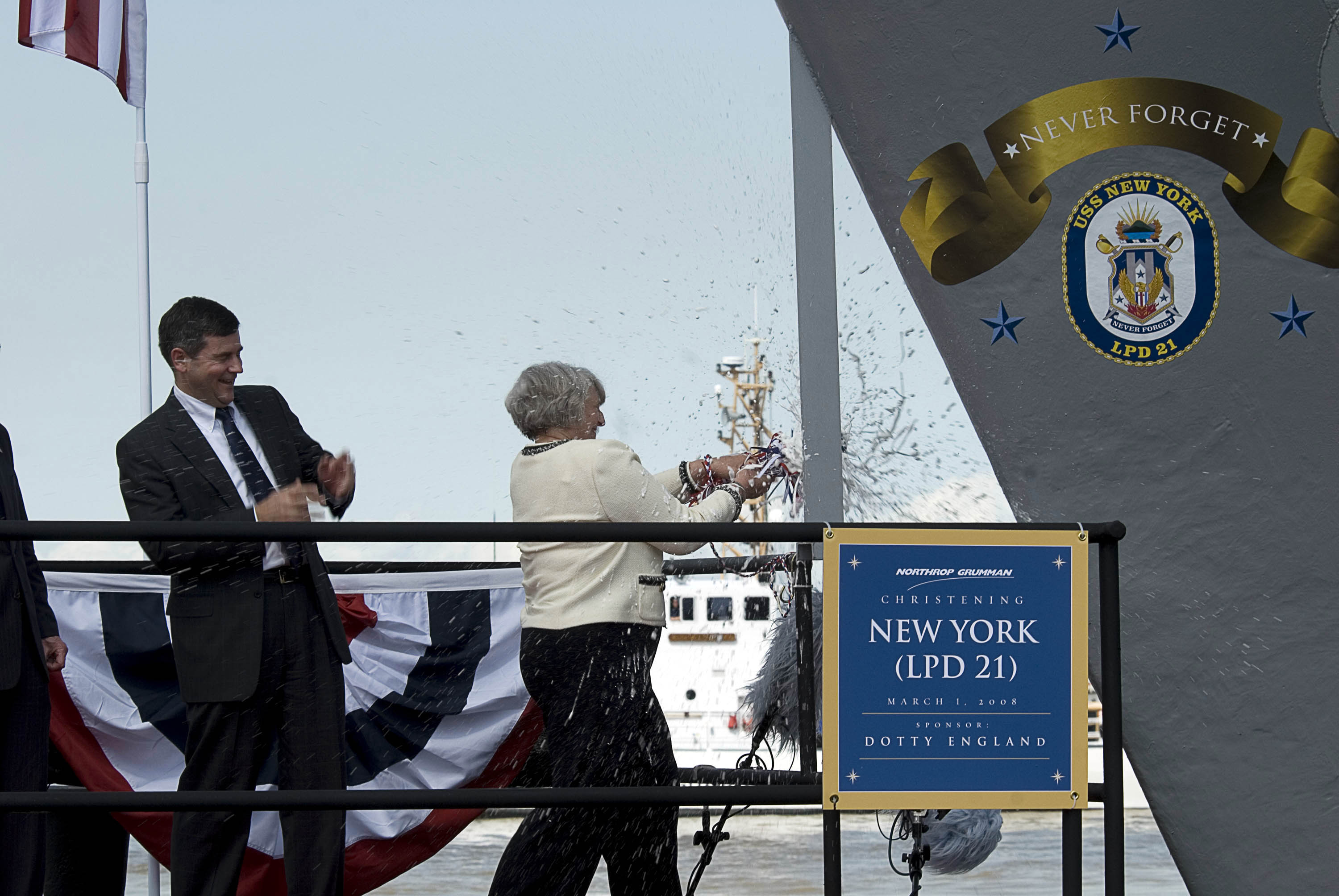
Дотти Ингланд разбивает бутылку с шампанским о нос корабля. 1 Марта 2008

Корабль окрестили 1 марта 2008 года на заводе Эвондейбл в Новом Орлеане. Дотти Ингланд, крёстная мать корабля, по-традиции разбила бутылку шампанского о нос корабля. Присутствовали и некоторые чиновники, среди них Уильям Джеферсон (конгрессмен Штата Луизиана), Заместитель министра обороны США Гордон Ингланд, члены Нью-Йоркского полицейского департамента и Нью-Йоркского департамента пожарной охраны, а также члены семей жертв атаки 11 сентября. При первом ударе о корпус бутылку разбить не удалось, но при второй попытке бутылка была разбита полностью.